# Angela (film 2002)
Angela è un film drammatico del 2002 diretto da Roberta Torre, presentato alla Quinzaine des Réalisateurs. Gli interpreti principali sono Donatella Finocchiaro e Andrea Di Stefano.

## Trama
Angela, nata in una famiglia di onesti lavoratori a Ballarò (il quartiere del mercato di Palermo), è attratta dal lusso, dalle moto di grossa cilindrata e dal gusto per il rischio. A vent'anni sposa Saro e con lui condivide una vita fatta di traffico di droga e guadagni facili e si mette contro la sua famiglia. Quando conosce Masino, pensa che sia uno sbirro ma, una volta che lui è diventato il braccio destro di suo marito, tra i due nasce un'attrazione irresistibile e tormentata. Ma nel loro mondo le regole sono scritte dagli uomini che sono assai spesso costretti a rinunciare ai propri sentimenti.

## Riconoscimenti
- 2003 - David di Donatello
  - Candidatura Miglior attrice protagonista a Donatella Finocchiaro
- 2003 - Nastro d'argento
  - Candidatura Regista del miglior film a Roberta Torre
  - Candidatura Migliore sceneggiatura a Massimo D'Anolfi e Roberta Torre
  - Candidatura Miglior attrice protagonista a Donatella Finocchiaro
  - Candidatura Migliore fotografia a Daniele Ciprì
  - Candidatura Miglior sonoro a Cinzia Alchimede
  - Candidatura Migliore montaggio a Roberto Missiroli
- 2003 - Globo d'oro
  - Miglior attrice rivelazione a Donatella Finocchiaro
- 2003 - Ciak d'oro
  - Bello e invisibile a Roberta Torre[3]
  - Miglior sonoro a Cinzia Alchimede e Adriano Di Lorenzo[3]
- 2002 - Tokyo International Film Festival
  - Migliore interpretazione femminile a Donatella Finocchiaro